# Goera townesi
Goera townesi là một loài trong họ Goeridae. Chúng phân bố ở miền Tân bắc.